# Yokosuka E14Y
Yokosuka E14Y (яп. 零式小型水上偵察機, Малий розвідувальний гідролітак морський Тип 0 модель 11) — серійний розвідувальний поплавковий гідролітак Імперського флоту Японії періоду Другої світової війни.
Кодова назва союзників — «Глен» (англ. Glen).

## Історія створення
Відповідно до Плану розвитку 3-го покоління японських підводних човнів 1937 року, яка передбачала побудову великих океанських підводних човнів типу I-9 водотоннажністю 2000 тонн, кожен човен мав бути оснащений розвідувальним літаком. Оскільки Watanabe E9W вже вважався застарілим, було сформульоване технічне завдання «12-Сі», яке було передане для реалізації 1-му арсеналу флоту в Йокосуці та фірмі Watanabe. Фірмам було наказано співпрацювати між собою, а всі роботи вести в режимі надзвичайної секретності.
Колектив конструкторів в Йокосуці під керівництвом Міцуо Ямада створив вільнонесучий одномоторний двомісний низькоплан зі знімними поплавками та крилами, що складались уздовж фюзеляжу. Оскільки на борту підводного човна літак повинен був розміщуватись у циліндричному ангарі малого діаметра, складними були виконані також закінцівка кіля та стабілізатори. Літак був оснащений 9-циліндровим радіальним двигуном Hitachi Tempu 12 потужністю 340 к.с. Озброєння складалось з одного 7,7-мм кулемета «Тип 92» для захисту задньої півсфери, та двох 30-кг бомб на зовнішній підвісці.
Перший прототип був готовий у 1938 році, незабаром був завершений і другий прототип. Льотні випробування пройшли у 1939 році. Вони показали, що літак має масу 1130 кг, на 180 кг більше, ніж було необхідно. Конструктори спробували зменшити кількість палива до 200 л, але при цьому дальність польоту становила 480 кг, що було замало для розвідника. Тому флот вимагав зробити легші третій та четвертий прототипи. В конструкцію літака були внесені відповідні зміни, а для збільшення стійкості був доданий підфюзеляжний гребінь та збільшена площа кіля.
Модифікований таким чином літак у грудні 1940 року був прийнятий на озброєння під назвою «Розвідувальний гідролітак підводного човна Тип 0 Модель 11», яка незабаром була змінена на «Малий розвідувальний гідролітак морський Тип 0 модель 11» (або E14Y11).
Виробництво літака E14Y здійснювалось на заводі фірми Watanabe, оскільки її літак E14W у ході випробувань показав гірші результати і був відхилений. Літак випускався до 1943 року. Всього було випущено 138 машин.

## Тактико-технічні характеристики

### Технічні характеристики
- Екіпаж: 2 особи
- Довжина: 8,54 м
- Висота: 3,82 м
- Розмах крил: 11,00 м
- Площа крил: 19,00 м ²
- Маса пустого: 1 119 кг
- Маса спорядженого: 1 450 кг
- Максимальна маса зльоту: 1 603 кг
- Навантаження на крило: 76.3 кг/м²
- Двигун: 1 х Hitachi Tempu 12
- Потужність: 340 к. с.
- Питома потужність: 4.3 кг/к.с.

### Льотні характеристики
- Максимальна швидкість: 246 км/г
- Крейсерська швидкість: 167 км/г
- Практична дальність: 880 км
- Практична стеля: 5 420 м
- Швидкість підйому: на 3000 м — 10 хв. 11 с.

### Озброєння
- Кулеметне: 1 × 7,7 мм кулемет «Тип 92»
- Бомбове навантаження:
  - до 60 кг бомб (могло збільшуватись при одноосібних польотах)

## Історія використання

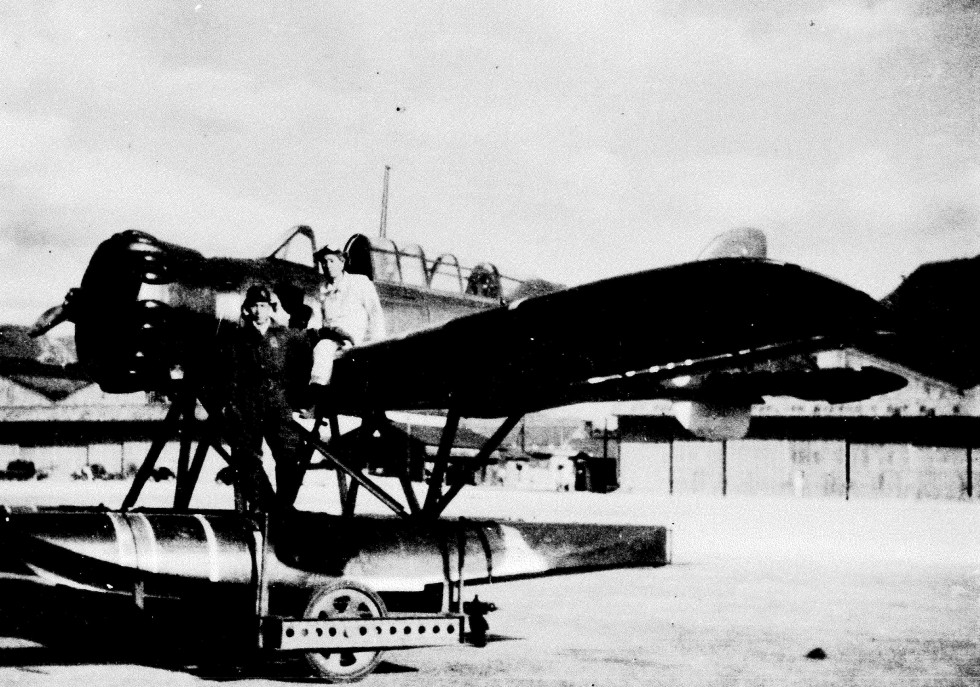
Нобуо Фудзіта, єдиний пілот, що скинув бомби на територію США під час Другої світової війни, та його літак E14Y

Вперше E14Y взяв участь у бойових діях 17 грудня 1941 року, коли літак, який злетів з підводного човна I-7, сфотографував наслідки японського нападу на Перл-Гарбор.
Американці не помітили літак. Надалі, до 1943 року, поки американці не прийняли на озброєння ефективніші радари, літаки E14Y успішно використовувались японцями для розвідки портів та баз союзників в Австралії, Новій Зеландії, на африканському узбережжі, Мадагаскарі, Алеутських островах.
Отримані результати використовувались екіпажами карликових підводних човнів для атаки ворожих кораблів в гаванях та на виході з них.
Крім того, E14Y залучались до патрулювання узбережжя Японії.
Літак E14Y був єдиним японським літаком, який скинув бомби на територію США. Літак, пілотований лейтенантом Нобуо Фудзіта, що стартував з підводного човна I-25, двічі, 9 та 29 вересня 1942 року, скинув запалювальні бомби на ліси поблизу міста Брукінгс (штат Орегон), намагаючись викликати лісові пожежі, розповсюдженню яких мали сприяти сильні вітри. Проте задум не вдався, наслідки нальотів були мізерними.

## Оператори
Японська імперія
- Авіація імперського флоту Японії
  - Субмарини I-7, I-8, I-9 та від I-15 до I-35